# ایوان درسر
ایوان درسر (انگلیسی: Ivan Dresser; ۳ ژوئیهٔ ۱۸۹۶ – ۲۷ دسامبر ۱۹۵۶) دونده دو استقامت اهل ایالات متحده آمریکا بود.